# Dante Olivieri
Dante Olivieri (San Bonifacio, 25 gennaio 1877 – Milano, 2 gennaio 1964) è stato un filologo, glottologo e linguista italiano.

## Biografia
Compì gli studi universitari a Padova, dove si laureò nel 1900 con una tesi sui toponimi veneti.
È autore di numerose opere di linguistica, onomastica e toponomastica.
È stato socio onorario della Deputazione di Storia Patria delle Venezie.
È stato sepolto al cimitero di Lambrate, dove i resti esumati sono tumulati in celletta.

## Opere
- Nomi di popoli e di santi nella toponomastica veneta, Venezia, Visentini, 1901 (estr.) (opera prima)
- Studi sulla toponomastica veneta, in Studi glottologici italiani, Torino, E. Loescher, 1903,  pp. 49-216.
- Saggio di una illustrazione generale della toponomastica veneta, Città di Castello, S. Lapi, 1914 (2ª ed. col tit. Toponomastica veneta, Venezia, Istituto per la collaborazione culturale, 1961)
- Dizionario di toponomastica lombarda. Nomi di comuni, frazioni, casali, monti, corsi d'acqua ecc. della regione lombarda, studiati in rapporto alla loro origine, Milano, La famiglia meneghina, 1931 (2ª ed. Milano, Ceschina, 1961).
- Dizionario etimologico italiano concordato coi dialetti, le lingue straniere e la topo-onomastica, Milano, Ceschina, 1953 (2ª ed. 1961).
- Dizionario di toponomastica piemontese, Brescia, Paideia, 1965.